# Seznam francoskih dirkačev
Seznam francoskih dirkačev.

## A
- Jean Alesi
- Philippe Alliot
- René Arnoux
- Didier Auriol

## B
- Jean-Pierre Beltoise
- Éric Bernard

## C
- François Cevert

## D
- Emile Delahaye
- Patrick Depailler

## E
- Philippe Étancelin

## G
- Pierre Gasly

## J
- Jean-Pierre Jabouille
- Olivier Jacque
- Jean-Pierre Jarier

## L
- Jacques Laffite
- Sébastien Loeb

## M
- Jean Max
- Yvan Muller

## N
- Hellé Nice

## O
- Esteban Ocon
- Sébastien Ogier

## P
- Olivier Panis
- Didier Pironi
- Alain Prost

## T
- Patrick Tambay
- Maurice Trintignant
- Igor Trubeckoj

## V
- Jean-Éric Vergne

## W
- Jean-Pierre Wimille